# Per Borin

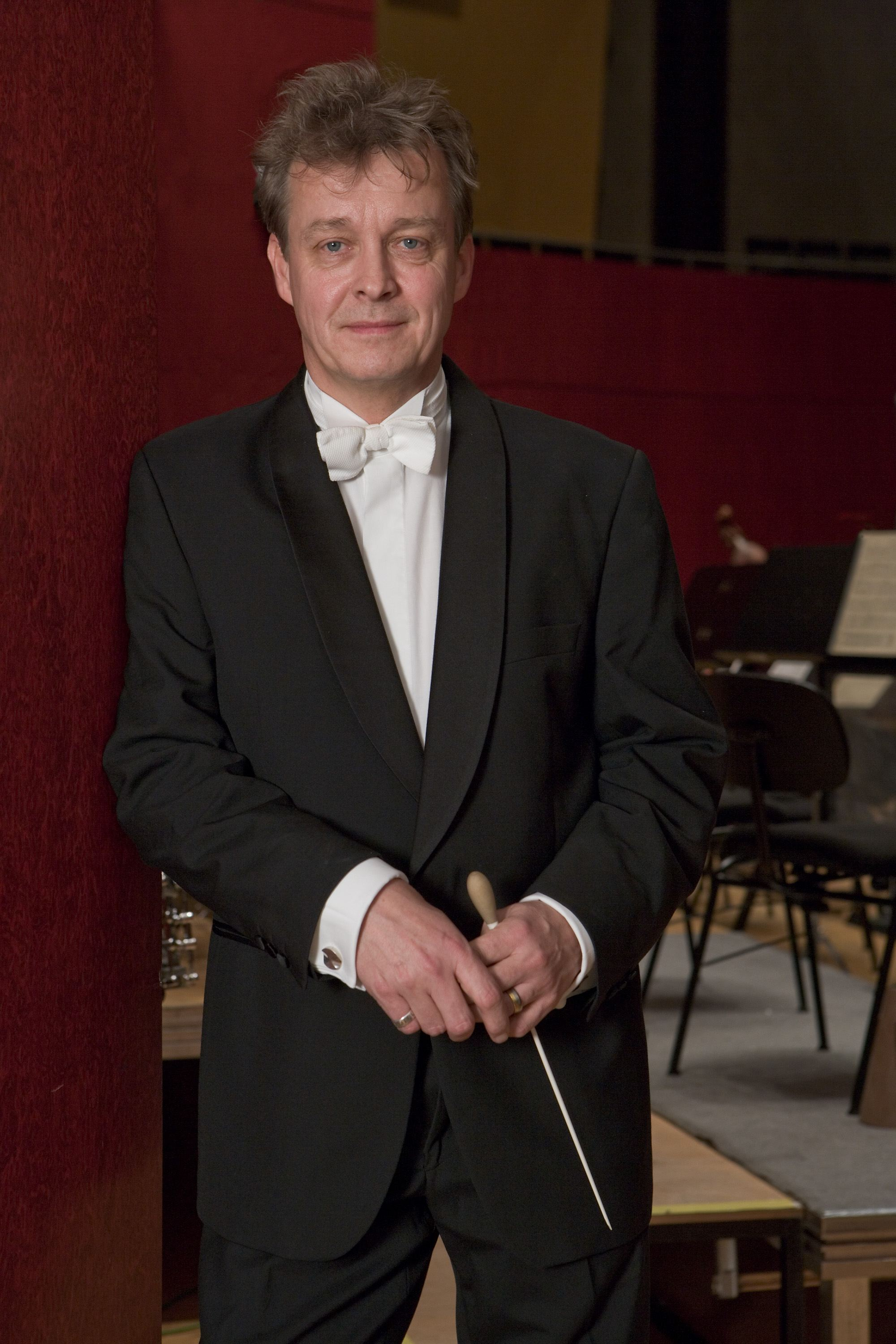
Per Borin

Per Borin (* 1954 in Fellingsbro, Schweden) ist ein schwedischer Dirigent.

## Leben
Borin erhielt seine erste musikalische Ausbildung an der Königlichen Musikhochschule Stockholm und der Sibelius-Akademie in Finnland bei Eric Ericson und Jorma Panula. Er studierte auch mit Herbert Blomstedt und Franco Ferrara.
Sein Operndebüt gab Borin 1985 an der Norrlandsoper in Umeå. Danach folgten Engagements an die Vadstena-Akademie und die Stockholmer Folkoperan sowie die Königliche Oper Stockholm. Im Jahr 1996 wurde er als Generalmusikdirektor musikalisch-künstlerischer Leiter am Theater Vorpommern in Stralsund und Greifswald. Von 1998 bis 2002 war Borin am Landestheater Flensburg/Schleswig als Generalmusikdirektor tätig. Er war seit März 2000 Professor für Orchesterdirigieren sowie für die Leitung des Hochschulorchesters an der Hochschule für Musik und Darstellende Kunst Stuttgart verantwortlich und lehrte zudem seit 2009 als Gastprofessor an dem Konservatorium in Xian, China. 
Von 2016 bis 2020 lehrte Per Borin als Professor an der Königlichen Opernhochschule / SKH in Stockholm. Er dirigierte die Königliche Philharmonie Stockholm, für 2021/22 sind Chorproduktionen und Konzerte geplant.

## Auszeichnungen/Stipendien
- 1982 BBC "Let the people sing", The Silver Bowl, Erster Preis für alle Kategorien dieses Wettbewerbes
- 1985 Sten Frykberg Großes Dirigentenstipendium
- 1983 und 1985 zweimaliges Dirigentenstipendium der Königlich Musikalischen Akademie 1988 Prinsessan Christina Stipendium
- 1991 Erstes Crusell-Stipendium für Dirigenten
- 2010 Medaille Gr. 8 mit tiefblauem Band des Königs Carl Gustav XVI von Schweden als höchste Auszeichnung für herausragende Verdienste im schwedischen Kultur-/Musikleben

## Diskographie
- 1992 – Det brinner en stjärna – Jacobs motettkör, Lena Willemark, Olle Persson, Stefan Therstam
- 1995 – Karólína Eiríksdóttir: Portrait
- 1997 – Missilen (Bo Nilsson) Sveriges Radios symfoniorkester
- 1998 – Svit ur Birgitta – Stockholms Filharmoniska orkester
- 1999 – Katolsk mässa (August Söderman). Ann-Christine Biel, Birgitta Svendén, Claes-Håkan Ahnsjö, Curt Appelgren, Musikhögskolans stora kör
- 2004 – Sinfonie A-Dur (August Halm), Württembergische Philharmonie Reutlingen
- 2006 – Der Auftrag. Uraufführungen Rheinland-Pfälzischer Komponisten zum Mozartjahr 2006 mit dem SWR Rundfunkorchester Kaiserslautern
- 2007 – Festkonzert zum 150. Jubiläum der Musikhochschule Stuttgart